# Fimbristylis recta
Fimbristylis recta là loài thực vật có hoa trong họ Cói. Loài này được F.M.Bailey mô tả khoa học đầu tiên năm 1890.